# Laugavegur (trek)
Pour les articles homonymes, voir Laugavegur.
 (janvier 2021).
Si vous disposez d'ouvrages ou d'articles de référence ou si vous connaissez des sites web de qualité traitant du thème abordé ici, merci de compléter l'article en donnant les références utiles à sa vérifiabilité et en les liant à la section « Notes et références ».
La Laugavegur ou Laugavegurinn (« route des sources chaudes ») est un trek d'Islande reliant le Landmannalaugar à Þórsmörk. Ce trek est aussi un ultra-marathon annuel pour les Islandais.

## Description générale
Le trek a l'avantage d'être relativement facile et de proposer en peu de temps un aperçu de nombreux sites naturels islandais (les montagnes rhyolitiques du Landmannalaugar, le canyon de Markarfljótsgljúfur, la vallée de Þórsmörk entourée par trois glaciers).
Le trek se décompose en quatre journées marquées par des refuges et zones de camping :
| Départ           | Arrivée          | Distance | Dénivelé | Temps |
| ---------------- | ---------------- | -------- | -------- | ----- |
| Landmannalaugar  | Hrafntinnusker   | 12 km    | 470 m    | 4-5 h |
| Hrafntinnusker   | Álftavatn        | 12 km    | -490 m   | 4-5 h |
| Álftavatn        | Emstrur (Botnar) | 15 km    | -40 m    | 6-7 h |
| Emstrur (Botnar) | Þórsmörk         | 15 km    | -300 m   | 6-7 h |

Certaines personnes prolongent le trek jusqu'à Skógar durant une cinquième journée de 22 km. Cette étape considérée comme difficile peut elle-même se diviser en deux, avec une étape Þórsmörk - Fimmvörðuháls  (15 km) et Fimmvörðuháls - Skógar (7 km), mais cela ajoute une journée supplémentaire.
Ce trajet peut bien sûr se réaliser en sens inverse mais la pente est alors défavorable. En revanche, emprunter le sens sud-nord permet de terminer la randonnée dans les bains d’eau chaude du Landmannalaugar

## Description détaillée

### Landmannalaugar-Hrafntinnusker
La randonnée commence par la montée sur le champ de lave de Laugahraun. Au bout de celle-ci se trouvent quelques sources chaudes. S'ensuit un passage à côté de la Brennisteinsalda, sommet rhyolitique. Après un passage sur un plateau, on rejoint la zone géothermique de Storihver. Plusieurs sources chaudes sont visibles aux alentours. Enfin, on traverse un champ d'obsidienne jusqu'à Hrafntinnusker (Hrafntinna signifiant obsidienne en islandais). Cette zone est l'une des plus sujettes au brouillard et aux intempéries sur le trajet, ce qui peut rendre la visibilité quasi nulle. Le champ d'obsidienne étant noir par nature et le sol sablonneux, donc gardant peu les marques de pas, une attention particulière est requise sur cette portion de la randonnée. Pour signaler le chemin, un piquet est planté toutes les dizaines de mètres.

### Hrafntinnusker-Álftavatn
Cette étape commence par un long plateau de sable et de neige. La roche prend des couleurs multiples : noire, bleue, rouge... On passe plusieurs ponts de neige au-dessus de dépressions causées par des cours d'eau. Une courte et abrupte montée amène à un point de vue sur le plateau précédent et sur des canyons rhyolitiques. D'ici, il est possible de monter sur un sommet avoisinant. On longe alors un cours d'eau côtoyant aussi bien des sources chaudes que de la glace. On arrive bientôt à un point de vue sur la région verdoyante d'Álftavatn en contrebas et sur plusieurs glaciers. On entame alors la descente vers Álftavatn. Ceci nécessite en particulier le passage d'un gué.

### Álftavatn-Emstrur
Dès le départ de cette étape, il faut passer deux gués toujours dans une zone verdoyante. On arrive après peu de temps à la ferme de Hvanngil. Un peu plus loin, on atteint le champ de lave Hvannagilshraun. Un gué doit être franchi avant d'arriver dans un sandur, une plaine de sables issus d'un glacier que l'on aperçoit sur la gauche. On passe alors un pont au-dessus de la rivière Innri-Emstruá qui a creusé un fossé dans le basalte, créant ainsi une cascade puissante. On commence alors la traversée de la plaine de sable de Mælifellsandur. On arrive peu après à Emstrur.

### Emstrur-Þórsmörk
Cette étape commence par une descente vers la rivière Fremri-Emstruá qu'on passe grâce à un pont. Un peu plus loin, on passe à côté du Markarfljót. On arrive alors à une zone assez plate et désertique que l'on traverse avant d'arriver à une zone beaucoup plus verdoyante, voire fleurie, à la confluence du Markarfljót et d'un de ses affluents que l'on passe sur un pont. Un large gué est alors à traverser avant d'arriver dans une forêt dépaysante pour l'Islande. Elle contient en effet des essences rares ailleurs dans le pays, telles que le bouleau. On débouche alors sur la vallée glaciaire de Þórsmörk.

### Þórsmörk-Skogar
Cette section du sentier est très touchée par l'éruption de l'Eyjafjöll en 2010. Le trajet a néanmoins été réaménagé depuis. Cette étape est d'abord composée d'une ascension, qui peut être rendue très compliquée par la pluie puis la neige et le froid. Cette montée permet de passer par plusieurs paysages : on passe d'une végétation plutôt abondante à des paysages volcaniques et arides puis à la neige entre les glaciers Eyjafjallajökull et Mýrdalsjökull. Une fois le col atteint, une longue descente vers Skogar se profile, suivant le cours de plusieurs torrents formant quelques cascades.

## Randonnées annexes
Plusieurs sentiers annexes jalonnent le parcours principal :
- Landmannalaugar : montée au Bláhnjúkur (945 m) en moins de deux heures aller-retour, lac Ljotipollur.
- Hrafntinnusker : montée au Sodull, cavernes de glace d'Ishellar en moins de deux heures aller-retour.
- Ermstrur : canyon de Markarfljótsgljúfur.
- Þórsmörk : montée au Valahnukur (465m).

## Difficultés
Les difficultés sont moins liées aux conditions topographiques qu'à la météorologie. Hormis le passage de quelques gués, le trek ne pose pas de problème aux randonneurs entraînés et suffisamment équipés. En ce qui concerne le climat, le trek n'est généralement réalisable que de la mi-juin à la mi-septembre. Même pendant cette période, en cas de fortes pluies, de fort vent ou de brouillard, les gardiens des refuges peuvent ne laisser partir que les gens équipés d'un système de positionnement électronique. De surcroît, certains gués (celui après le refuge d'Álftavatn notamment) peuvent s'avérer infranchissables à pied après des intempéries. Il est recommandé de se munir de bâtons de randonnée et de sandales pouvant aller sous l'eau pour traverser plus facilement les gués.

## Accès
L'accès en voiture nécessite de passer par des gués pouvant être profonds et présentant de forts courants. Ces routes sont interdites aux voitures de location qui ne possèdent pas quatre roues motrices et un bas de caisse suffisamment élevé.
Le Landmannalaugar et Þórsmörk sont desservis par des bus quotidiens au départ de Reykjavik en été (Lignes 11/11a: Reykjavik-Selfoss-Hella-Landmannalaugar-Skaftafell et Ligne 9/9a: Reykjavik-Selfoss-Hella-Þórsmörk).

## Ultra-marathon
La Laugavegur est l'objet d'un ultra-marathon couru à la mi-juillet. La première édition a eu lieu en 1997. Le record est détenu par l'Américain Charles Hubbard (en 4:39.21 heures en 2001) et par l'Islandaise Bryndis Ernstsdóttir (en 5:31.15 heures en 1999).

## Galerie

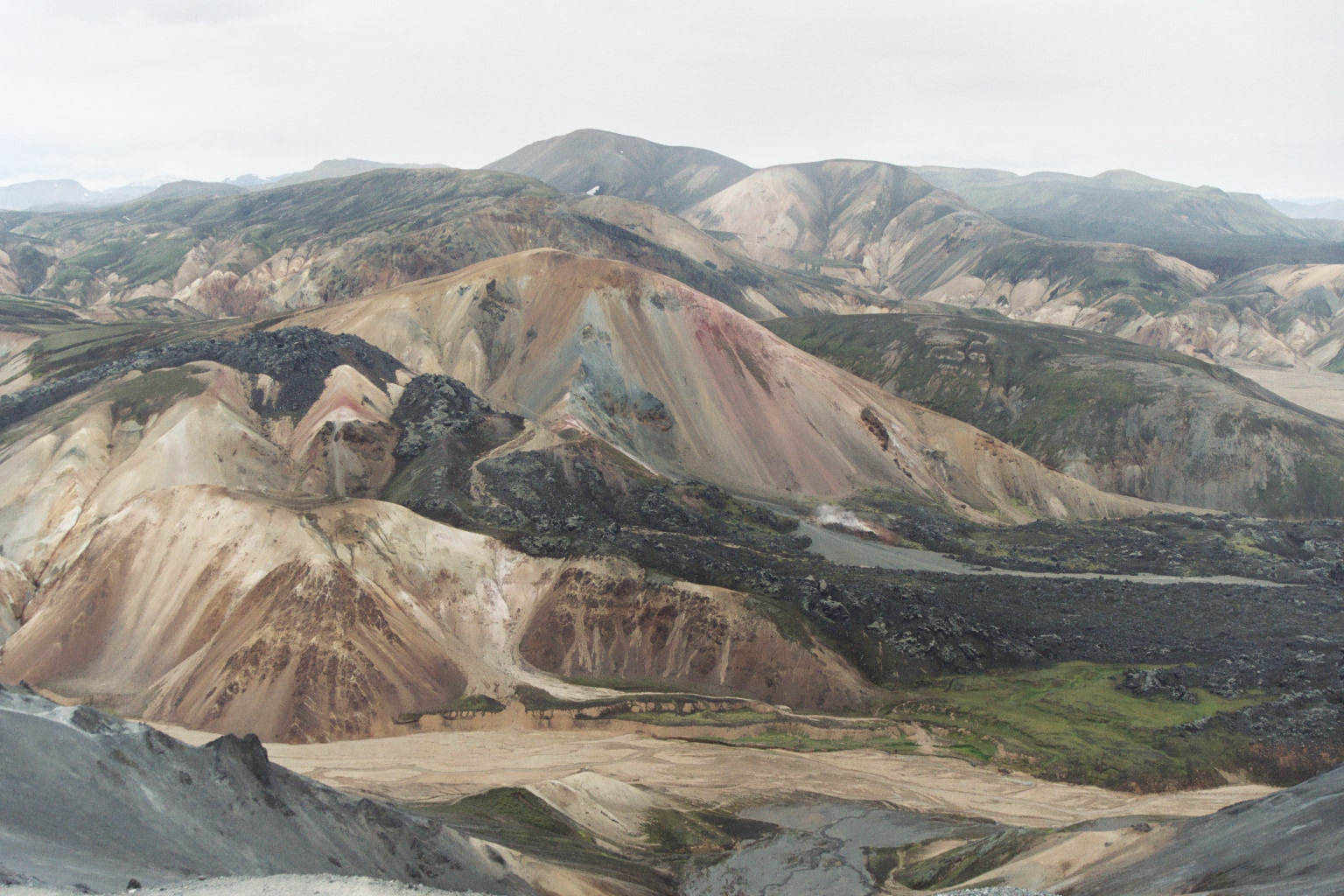
Le Laugahraun dans le Landmannalaugar
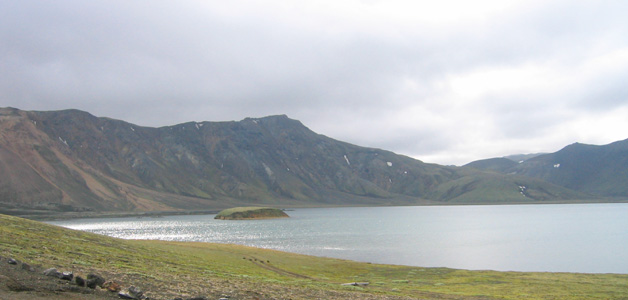
Le lac Frostastaðavatn
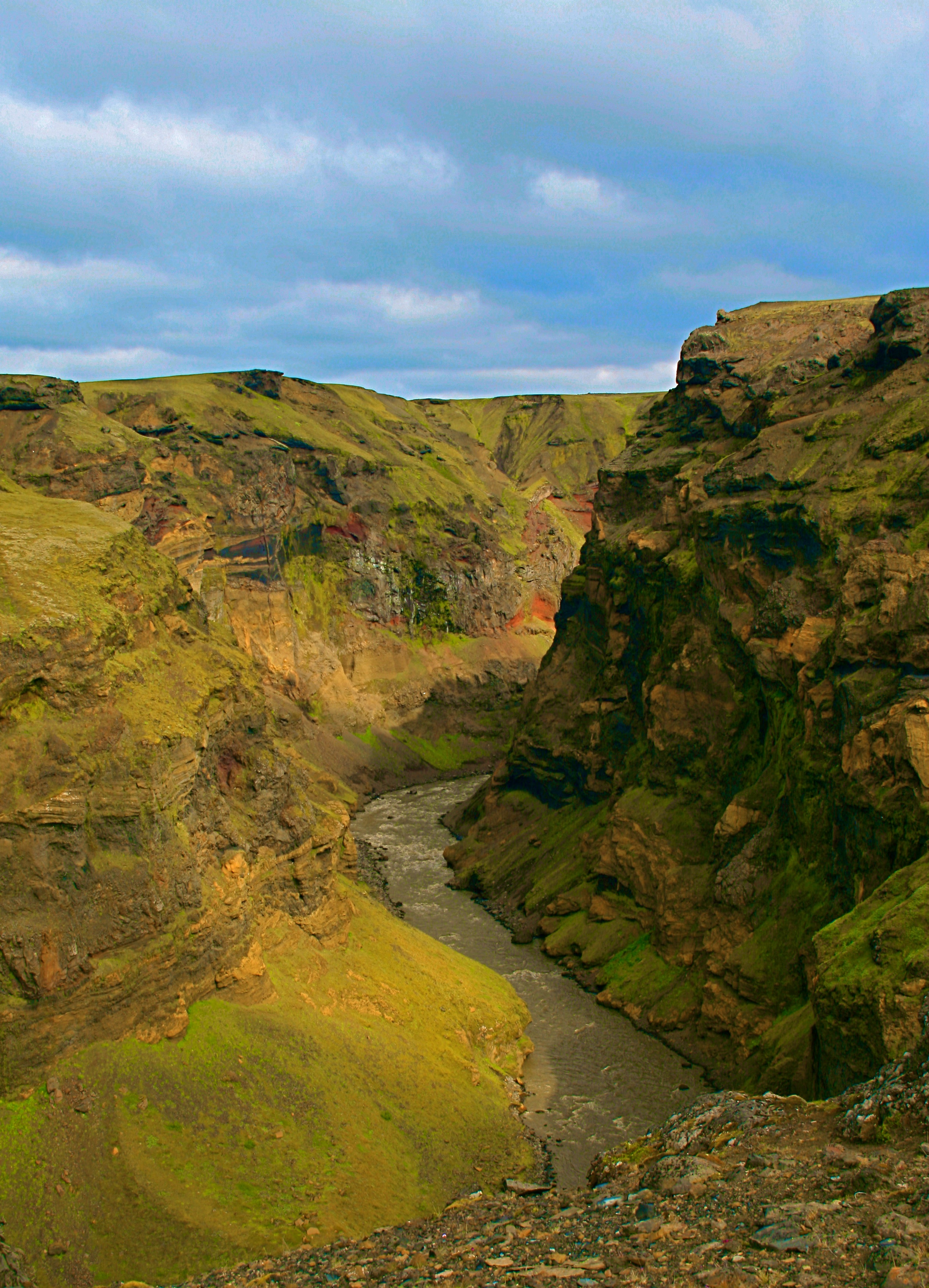
Le canyon de Markarfljótsgljúfur
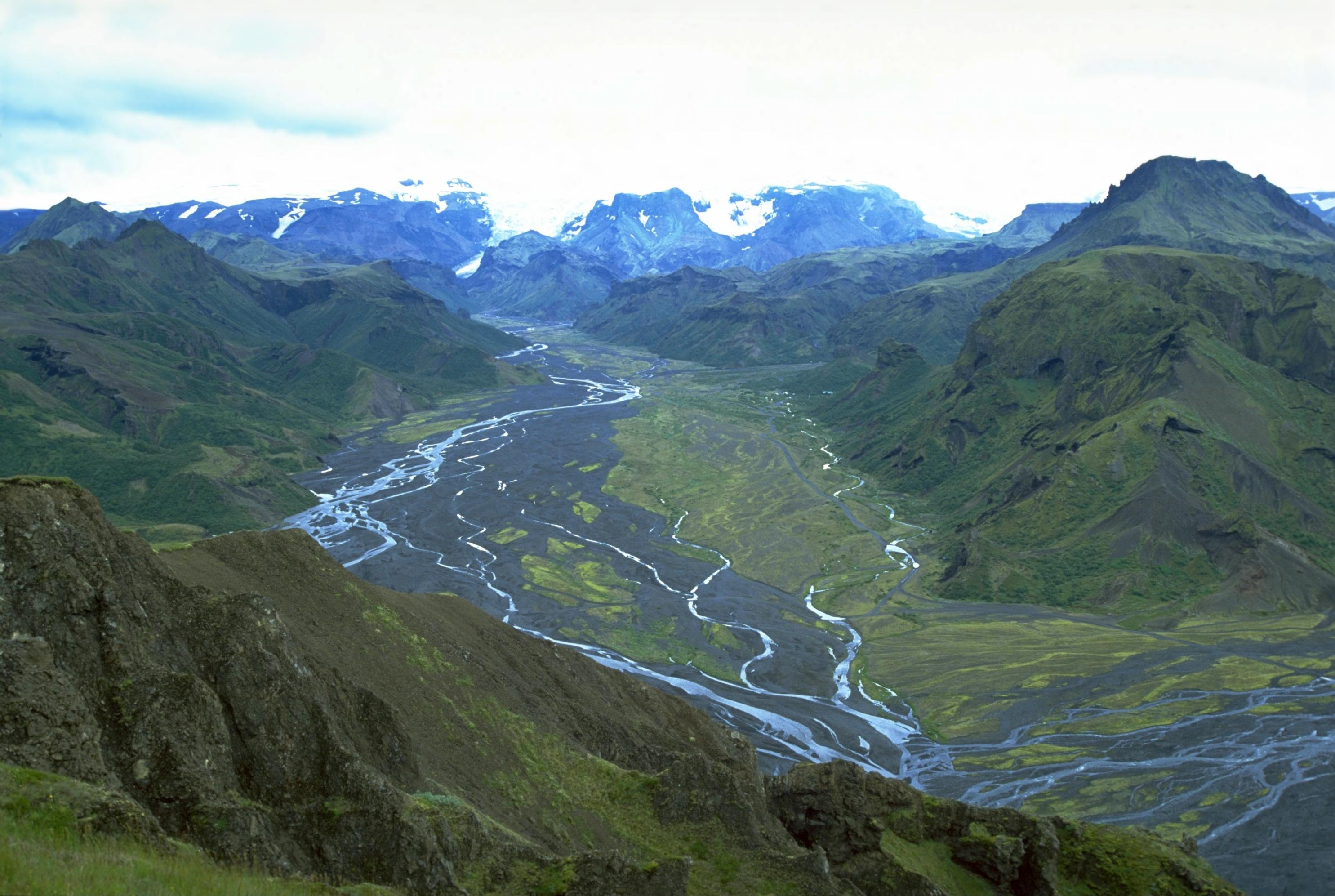
La vallée de Þórsmörk